# Melvin Ajinça
Melvin Pierre Ajinça (Villeneuve-Saint-Georges, 26 giugno 2004) è un cestista francese.

## Biografia
È il cugino del cestista Alexis Ajinça.

## Carriera

### Squadra
Cresciuto nell'INSEP, il 30 giugno 2022 firma il primo contratto professionistico con il Saint-Quentin, con cui conquista la promozione in Pro A, venendo eletto miglior giovane del campionato.
Nel 2024 viene selezionato con la cinquantunesima scelta assoluta al Draft NBA dai New York Knicks e subito scambiato ai Dallas Mavericks per Ariel Hukporti. Il 23 luglio firma con l'ASVEL.

### Nazionale
Nel 2023 ha disputato il Mondiale Under-19, concluso al secondo posto finale, in cui è stato incluso nel secondo miglior quintetto della manifestazione.

## Statistiche

### LNB Pro A
| Anno      | Squadra       | PG | PT | MP   | TC%  | 3P%  | TL%  | RP  | AP  | PRP | SP  | PP  |
| --------- | ------------- | -- | -- | ---- | ---- | ---- | ---- | --- | --- | --- | --- | --- |
| 2023-2024 | Saint-Quentin | 28 | -  | 24,6 | 37,5 | 30,9 | 79,7 | 3,3 | 0,8 | 0,5 | 0,0 | 9,3 |
| Carriera  | Carriera      | 28 | -  | 24,6 | 37,5 | 30,9 | 79,7 | 3,3 | 0,8 | 0,5 | 0,0 | 9,3 |

## Palmarès
- Pro B: 1

Saint-Quentin: 2022-2023